# 창북중학교 (경남)
창북중학교(昌北中學校)는 대한민국 경상남도 창원시 의창구 북면 무동리에 있는 공립 중학교이다.

## 학교 연혁
- 1952년 2월 28일 : 창북중학교(사립) 설립인가
- 1952년 5월 7일 : 개교식 거행
- 1958년 5월 1일 : 공립으로 인가
- 1988년 2월 29일 : 교사 신축 이전(신촌리 802번지)
- 1995년 2월 7일 : 10학급 편성인가(특수학급 1학급)
- 2020년 2월 28일 : 학교 이전(북면 무동서로 8)
- 2021년 9월 1일 : 제33대 임계수 교장 취임
- 2023년 2월 9일 : 제70회 졸업생 151명(졸업생 총수 9,477명) 졸업생 총 누계(사립포함) 9,766명
- 2023년 3월 2일 : 2023학년도 신입생 219명 입학

## 참고 자료
- 창북중학교 - 한국교육학술정보원 학교알리미